# Calciumstearoyllactaat
Calciumstearoyllactaat (of E482) is een emulgator die wordt gemaakt uit melkzuur en stearinezuur. De chemische formule is: {\displaystyle {\ce {C48H86CaO12}}}.
Calciumstearoyllactaat wordt voornamelijk gebruikt bij de bereiding van brood en andere bakkerijproducten. Er zijn geen bijwerkingen van bekend en de grondstoffen zijn lichaamseigen. Stearinezuur wordt meestal bereid uit plantaardige vetten, maar het kan ook afkomstig zijn van dierlijk vet (waaronder varkensvet) en de herkomst is alleen te achterhalen door bij de producenten informatie op te vragen. Daarom worden producten die E482 bevatten vermeden door groepen binnen vegetariërs, veganisten, moslims en joden.